# Основные права и свободы
Основны́е права́ и свобо́ды — совокупность установленных и охраняемых государством прав и свобод его граждан. Являются важнейшими и основополагающими, предопределяют содержание иных прав и свобод граждан.

## История
Корни основных прав и свобод видят в Великой хартии вольностей (1215 год), которая ограничила королевскую власть в Англии и предоставила определённый минимум правовой защиты против произвола власть имущих. Следующим крупным шагом был Habeas corpus act (1679 год), который письменно зафиксировал защиту от произвольного ареста. В 1689 году английский парламент принял Билль о правах, который кроме ограничений политической власти короля, запрещал арест без решения суда.
Французская Декларация прав человека и гражданина 1789 года провозглашала свободу, равенство, свободу вероисповедания, свободу совести, святость права собственности и прочее.
Декларация независимости США (1776 год) заявляет и гарантирует право на жизнь, неотчуждаемыми правами стали свобода и стремление к счастью. Первые десять поправок к американской конституции (известные как Билль о правах, вступили в силу в 1791 году) в совокупности впервые зафиксировали перечень основных прав и свобод в современном понимании. И сегодня в американской судебной практике эти поправки считаются неопровержимыми основами или аргументами.

## Соотношение основных прав и свобод и всеобщих прав человека
Основные права и свободы тесно связаны с идеей прав человека. Общая правозащитная идея в свою очередь находит свои философские корни в идее естественных прав. Права человека считаются естественными, а не созданными путем правотворчества. Основные права и свободы обычно характеризуют как «непосредственно действующие нормы права», то есть они являются изложением прав человека в форме позитивного права.
Иногда основные права и свободы определяют как те, что зависят от гражданства. Всеобщая декларация прав человека, Международный пакт о гражданских и политических правах, Международный пакт об экономических, социальных и культурных правах являются важными источниками прав человека, но они являются лишь декларациями и пожеланиями, при этом сами по себе не имеют силы юридической нормы или предписания даже на территории тех стран, которые к ним присоединились (если соответствующие права не будут защищаться в национальном законодательстве).

## Правовые источники
Как правило, основные права и свободы сформулированы в конституции соответствующего государства. Например, основные права содержит Основной закон ФРГ, Федеральная конституция Швейцарии, конституция Российской Федерации, конституция Азербайджана и многие другие. Конституция Украины не содержит термин «основные права и свободы», используется понятие «Конституционные права и свободы».
Основные права могут также содержать и другие законы или международные договоры. Европейская Конвенция о защите прав человека и основных свобод стала источником соответствующих прав для граждан тех стран, которые присоединились к ней. Хартия основных прав Европейского Союза выполняет соответствующую роль с 1 декабря 2009 года — с момента вступления в силу Лиссабонского договора.

## Права согласно ООН
16 декабря 1966 года Организация Объединённых Наций на базе «Всеобщей декларации прав человека» приняла «Международный пакт о гражданских и политических правах», который является международным договором и имеет обязательную силу для присоединившихся государств. Пакт описывает следующие права:
- право народов на самоопределение;
- право на жизнь;
- запрет пыток;
- запрет рабства и принудительного труда;
- право на свободу и личную неприкосновенность;
- право лиц, лишённых свободы, на гуманное обращение и уважение достоинства;
- запрет лишения свободы за долги;
- право на свободу передвижения и свободу выбора местожительства;
- ограничение возможности высылки иностранцев;
- равенство перед судом, презумпция невиновности, запрет повторного осуждения, право на пересмотр осуждения и другие процессуальные права;
- запрет уголовного наказания за действия, не признававшиеся преступными во время их совершения;
- право на признание правосубъектности;
- запрет вмешательства в личную и семейную жизнь, неприкосновенность жилища, тайна корреспонденции и защита от незаконных посягательств на честь и репутацию;
- право на свободу мысли, совести и религии;
- свобода слова;
- запрет пропаганды войны и выступлений в пользу национальной, расовой или религиозной ненависти, представляющих собой подстрекательство к дискриминации, вражде или насилию;
- свобода собраний;
- свобода ассоциаций;
- права детей;
- право принимать участие в ведении государственных дел, голосовать и быть избранным;
- равенство перед законом, запрет дискриминации;
- права этнических, религиозных и языковых меньшинств.

## Национальные особенности
В США основными (фундаментальными) считаются права человека, которые гарантирует правительство. Эти права перечислены в конституции США, и Верховный суд США признал их «фундаментальными». Отдельные штаты могут дополнительно гарантировать другие права в качестве фундаментальных. То есть, штаты могут добавить, но не могут уменьшить или ограничить основные права.
Согласно преамбулы действующей конституции Франции (1958 года), принципы Декларации прав человека и гражданина 1789 года имеют и сегодня конституционную силу. Много законов и других нормативных актов были отменены, поскольку, по мнению Конституционного совета Франции или Государственного совета, они не согласовывались с Декларацией.

## В России
В Конституции России понятие «основные права и свободы» используется несколько раз. В ст. 17 говорится, что «основные права и свободы человека неотчуждаемы и принадлежат каждому от рождения». В ч.1 ст. 55 отмечается, что перечисление в Конституции РФ основных прав и свобод не должно трактоваться как отрицание или умаление других общепризнанных прав и свобод человека и гражданина. Это даёт основание считать, что в рамках законодательства России к основным правам и свободам относятся именно те, которые названы в Конституции РФ.
Конституционное право делит основные права на несколько групп:
- личные — на жизнь; достоинство личности; право на свободу и личную неприкосновенность; право на неприкосновенность частной жизни, личную и семейную тайну, защиту своей чести и доброго имени, тайну переписки, телефонных переговоров, почтовых, телеграфных и иных сообщений; неприкосновенность жилища; право на определение своей национальной принадлежности; право на пользование родным языком, свободный выбор языка общения, воспитания, обучения и творчества; право свободно передвигаться, выбирать место пребывания и жительства, свободно выезжать за пределы РФ и беспрепятственно возвращаться в РФ; свобода совести и свобода вероисповедания;
- публично-политические — свобода мысли и слова; право на информацию; право на объединение; свобода собраний, митингов и демонстраций, шествий и пикетирования; право участвовать в управлении делами государства; избирательное право; право обращения в государственные органы и органы местного самоуправления;
- социально-экономические — право на свободное использование своих способностей и имущества для предпринимательской и иной не запрещенной законом экономической деятельности; право частной собственности; право на свободный труд; право на отдых; право на защиту материнства, детства, семьи; право заботиться о детях и их воспитании; право на социальное обеспечение; право на жилище; право на охрану здоровья и медицинскую помощь; право на благоприятную окружающую среду; право на образование; свобода литературного, художественного, научного, технического и других видов творчества, преподавания; право на участие в культурной жизни, пользование учреждениями культуры, на доступ к культурным ценностям;
- права по защите других прав и свобод — право лично защищать себя; судебная защита прав и свобод; право на компетентное правосудие; право на получение квалифицированной юридической помощи; презумпция невиновности; право на гуманизм правосудия; право на защиту интересов пострадавших от нарушения закона; право на применение действующего закона, отказ от обратной силы закона, устанавливающего или отягчающего ответственность, невозможность ответственности за деяние, которое в момент его совершения не признавалось правонарушением, применение нового закона, если после совершения правонарушения ответственность за него устранена или смягчена.